# Eleodes easterlai
Eleodes wheeleri  (лат.) — вид пещерных жуков из семейства чернотелок (триба Amphidorini). Мексика и США (штат Техас). Найден в пещерах.
Пронотум сердцевидный (у близкого вида Eleodes wheeleri, он только слегка шире в передней части). Переднеспинка угловатая в переднебоковых углах, выдвинутых вперёд. Наибольшая ширина пронотума наблюдается в срединной части. 
Вид был впервые описан в 1975 году американским энтомологом Чарльзом Трипльхорном (Charles A. Triplehorn, Department of Entomology, Museum of Biological Diversity, Ohio State University, Колумбус, штат Огайо).